# 栃木県道255号塙芳賀線
栃木県道255号塙芳賀線（とちぎけんどう255ごう はなわはがせん）は、栃木県芳賀郡益子町から芳賀郡芳賀町に至る一般県道である。

## 概要
栃木県益子町市街地西側の塙上交差点から北上し益子町七井、市貝町多田羅の各集落の西側を経由し芳賀町市街地（祖母井）の南東部で旧県道宇都宮茂木線と交差し、宇都宮茂木線（芳賀市貝バイパス）に至る。かつては旧宇都宮茂木線に接続する交差点から市貝町上根までの区間は約900mは県道宇都宮茂木線との重複区間であったが、2014年10月17日に終点が芳賀町祖母井の宇都宮茂木線（芳賀市貝バイパス）交点に変更され、同時に宇都宮茂木線旧道が県道指定を外れたことに伴い、かつての重複区間は当路線から外れ芳賀町道および市貝町道に降格した。

## 路線データ
- 総延長：8.621km[2]
- 実延長：7.730km[2]
- 起点：栃木県芳賀郡益子町大字塙（塙上交差点＝国道121号交点）
- 終点：栃木県芳賀郡芳賀町大字祖母井（栃木県道69号宇都宮茂木線（芳賀市貝バイパス）交点）
- 認定：1961年（昭和36年）4月1日

## 歴史
- 1961年（昭和36年）4月1日 - 一般県道塙上根線として認定。
- 2014年（平成26年）10月17日 - 路線変更により終点が市貝町大字上根から茂木町大字祖母井へ、路線名が塙上根線から塙芳賀線へ、それぞれ変更される[3]。

## 通過する自治体
- 栃木県
  - 芳賀郡益子町 - 芳賀郡市貝町 - 芳賀郡芳賀町

## 交差する道路
交差する道路の特記がないものは町道。
| 交差する道路                     | 交差する道路                | 交差点名 | 交差点名           |
| -------------------------------- | --------------------------- | -------- | ------------------ |
| 国道121号 筑西・真岡方面         |                             |          |                    |
| 国道121号                        |                             | 益子町   | 塙上               |
| 芳賀広域農道                     | 芳賀広域農道                | 益子町   | 星ノ宮             |
| 栃木県道163号黒田市塙真岡線      | 栃木県道163号黒田市塙真岡線 | 益子町   | （大字塙地内）     |
| 国道123号                        | 国道123号                   | 益子町   | 七井台町西         |
| 栃木県道165号市塙北長島線        | 栃木県道165号市塙北長島線   | 芳賀     | 上の原             |
| 栃木県道69号宇都宮茂木線         | 栃木県道69号宇都宮茂木線    | 芳賀     | （大字祖母井地内） |
| 栃木県道338号芳賀茂木線 茂木方面 |                             |          |                    |

## 交通量
24時間自動車類交通量（台/日）
- 益子町大字塙2662：8,195
- 益子町大字七井3911-3：1,058